# Бостон (Пенсільванія)
Бостон (англ. Boston) — переписна місцевість (CDP) в США, в окрузі Аллегені штату Пенсільванія. Населення — 549 осіб (2020).

## Географія
Бостон розташований за координатами 40°18′42″ пн. ш. 79°49′25″ зх. д. / 40.31167° пн. ш. 79.82361° зх. д. (40.311678, -79.823518).  За даними Бюро перепису населення США в 2010 році переписна місцевість мала площу 0,94 км², з яких 0,84 км² — суходіл та 0,10 км² — водойми.

## Демографія
Згідно з переписом 2010 року, у переписній місцевості мешкало 545 осіб у 242 домогосподарствах у складі 147 родин. Густота населення становила 577 осіб/км².  Було 263 помешкання (278/км²).
Расовий склад населення:
| - 95,8 % — білих - 1,1 % — чорних або афроамериканців |

До двох чи більше рас належало 3,1 %. Частка іспаномовних становила 1,8 % від усіх жителів.
За віковим діапазоном населення розподілялося таким чином: 18,7 % — особи молодші 18 років, 63,0 % — особи у віці 18—64 років, 18,3 % — особи у віці 65 років та старші. Медіана віку мешканця становила 46,3 року. На 100 осіб жіночої статі у переписній місцевості припадало 91,2 чоловіків;  на 100 жінок у віці від 18 років та старших — 85,4 чоловіків також старших 18 років.
За межею бідності перебувало 30,7 % осіб, у тому числі 100,0 % дітей у віці до 18 років та 0,0 % осіб у віці 65 років та старших.
Цивільне працевлаштоване населення становило 173 особи. Основні галузі зайнятості: фінанси, страхування та нерухомість — 28,9 %, освіта, охорона здоров'я та соціальна допомога — 19,7 %, науковці, спеціалісти, менеджери — 12,1 %, інформація — 12,1 %.